# Högestad slot
Högestad (før 1658 dansk: Høgested slot) er et slot i Ystads kommun, Skåne, Sverige.
Høgested ligger lige vest for riksväg 19, mellem Ystad og Tomelilla. Hovedbygningen ligger i byen, nær ved Högestad kirke.

## Historie
Høgested har en lang historie og hørte, i hvert fald fra 1200-tallet, men måske tidligere til Lunds ærkebiskop. I midten af 1400-tallet titulerede biskop Hans Laxmand sig som "herremand på Högestad". Efter reformationen i 1536 overgik gården til den danske krone. i 1539 gav Christian III ejendommen som pant for et lån på 1.000 guldgylden fra Gregers Jensen Ulfstand. I 1550 løste Mogens Gyldenstierne Ulfstand ud og overtog pantet.
I 1574 mageskiftede kong Frederik II godset til Görvel Abrahamsdatter Gyldenstierne, enke efter Gert Ulfstand. Hun døde barnløs, og derefter blev medlemmer af slægterne Hardenberg og Grubbe ejere af Høgested. En Corfitz Grubbe, som døde i 1592, og hans søster, Mette, som var gift med Axel Rosenkrantz skrev sig til Høgested. Deres søn, Palle Rosenkrantz lod hovedbygningen opføre, en fløj i to etager med trappegavle. I 1639 solgte han godset til Mette Grubbe. 1653 overtog Iver Krabbe Høgested, som hans søn Jørgen Iversen Krabbe til Krageholm arvede i 1666. Da han siden, i 1678, blev henrettet af svenskerne for påstået forræderi under den Skånske Krig forlod hans ulykkelige enke, Jytte Thott, Krageholm og flyttede til Högestad. Hun beholdt Högestad til 1682, hvor godset blev beslaglagt af Karl 12..
Omkring begyndelsen af 1700-tallet opgives Jørgen Scheel-Due som ejer. I 1706 bestemte Karl 12. at godset skulle sælges til hans protege Carl Piper. I dennes slægt blev godset 1747 fideikommis og i 1999 omdannedes fideikommisset till aktieselskabet "Högestad & Christinehof Fideikommiss AB". Bestyrelsesformanden i aktieselskabet er Carl Piper, efterkommer og navnebror til den første Piper på godset. I dag er Högestad sammen med bl.a. Christinehofs slot, med sine 13.000 ha, den største samlede jordbesiddelse i Skåne.